# جون جاي أندرسون
جون جاي أندرسون (بالإنجليزية: John J. Anderson)‏ هو صحفي أمريكي، ولد في 8 نوفمبر 1956، وتوفي في 17 أكتوبر 1989.